# 麗珊閣

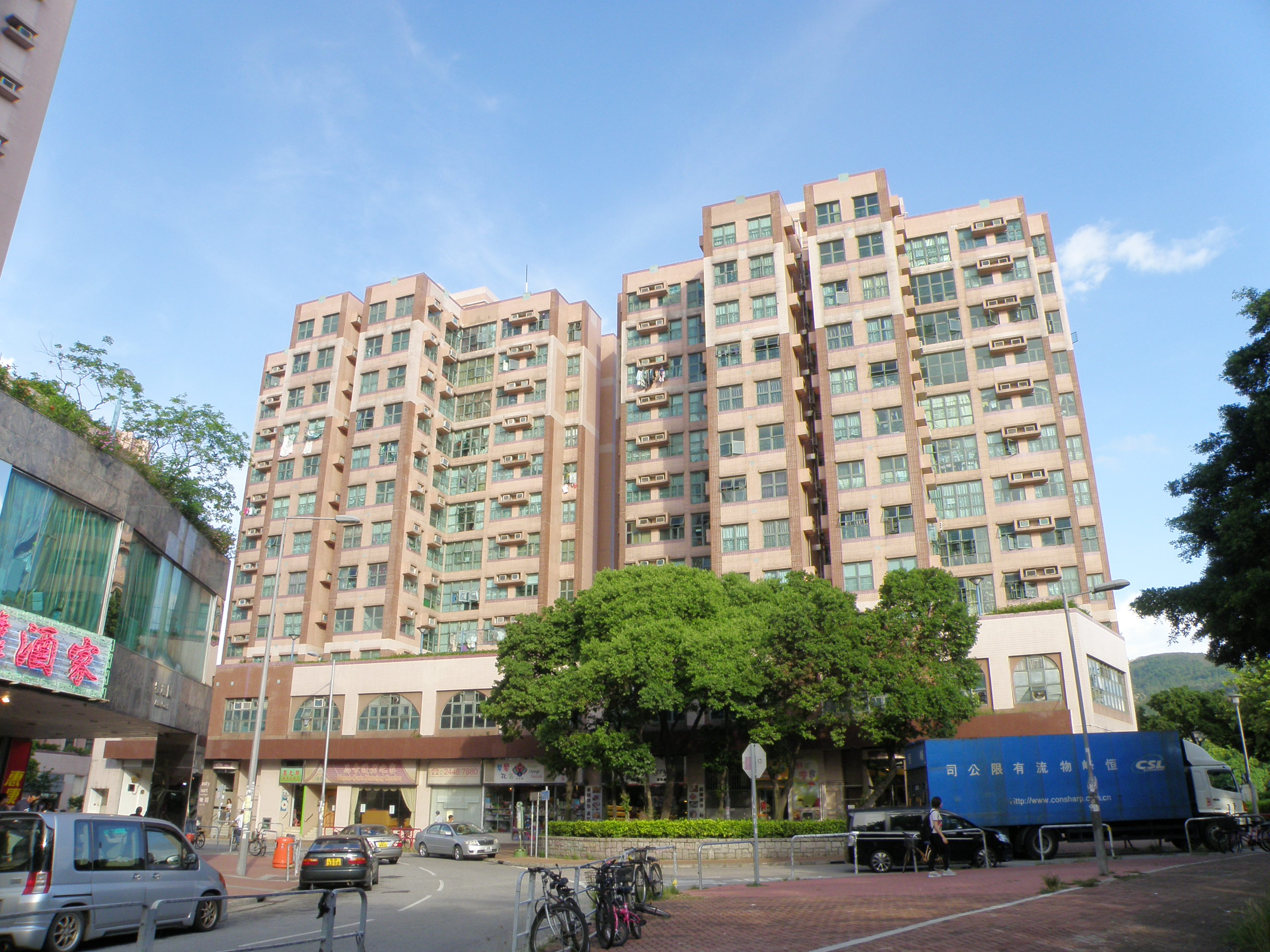
麗珊閣

麗珊園（英語：Beauty Court），位於香港元朗洪水橋洪堤路3號，貼鄰港鐵洪水橋站，發展商為新鴻基地產，並由旗下的康業服務管理。
屋苑於1993年12月入伙，共有2座住宅樓宇，每座樓高10層，單位總數160個，一梯8伙，兩房及三房單位各佔一半。
麗珊園基座設有多間商鋪，租戶包括萬寧、食肆和老人院。

## 外部連結
- 中原數據 樓市成交－麗珊閣（页面存档备份，存于）